# Университет Вест-Индии
Университет Вест-Индии (UWI; англ. University of the West Indies) — высшее учебное заведение, обслуживающее ряд государств и зависимых территорий (бывших британских колоний) региона Антилии (островной зоны Центральной Америки) — Вест-Индии, а также Белиза и Гайаны. Во всех этих странах официальным языком традиционно служит английский.
- Ангилья,
- Антигуа и Барбуда,
- Багамские острова,
- Барбадос,
- Белиз,
- Бермудские острова,
- Британские Виргинские острова,
- Гайана,
- Гренада,
- Доминика,
- Каймановы острова,
- Монтсеррат,
- Сент-Винсент и Гренадины,
- Сент-Китс и Невис,
- Сент-Люсия,
- Тринидад и Тобаго,
- Теркс и Кайкос,
- Ямайка.

Все вышеупомянутые страны входят в Содружество наций или относятся к Британским заморским территориям.

## История
Университет был основан в 1948 году по рекомендации Комиссии Асквита, первоначально в качестве колледжа Лондонского университета, и получил официальное наименование: University College of the West Indies (UCWI). Первый кампус UCWI был учреждён на Ямайке, в городе Мона (в пяти милях от Кингстона), в корпусах бывшего лагеря эвакуированных сюда в годы Второй мировой войны и уже возвратившихся на родину гибралтарцев.
В 1960 году Имперский Колледж Тропической Агрикультуры (англ. Imperial College of Tropical Agriculture) был преобразован во второй кампус UCWI на Тринидаде.
В 1962 году колледж UCWI получил статус независимого Университета Вест-Индии (UWI).
В 1963 году был создан третий кампус УВИ (UWI) на Барбадосе.
Уроженец острова Сент-Люсия сэр Уильям Артур Льюис, английский экономист и лауреат Нобелевской премии 1979 года, стал первым вице-канцлером нового университета, в то время как первым канцлером в 1950 году стала Алиса, графиня Атлонская из британской королевской семьи.
В 2007-2008 гг. были подписаны соглашения о сотрудничестве УВИ с Институтом политических наук в Бордо и с франкоязычным университетом-тёзкой (Университет Вест-Индии на острове Мартиника), в рамках комплексной программы «France Caribbean».
В 2014 году было подписано соглашение о сотрудничестве УВИ с Федеральным университетом Мато-Гроссо (Бразилия).

## Кампусы
Три основных кампуса университета расположены в городах:
- Кингстон (Ямайка)
- Сент-Огастин[англ.]
- Кейв-Хилл (Барбадос)

Вспомогательные кампусы расположены в городах:
- Маунт-Хоуп (Тринидад и Тобаго)
- Монтего-Бей (Ямайка)
- Нассау (Багамские Острова)

Остальные страны-участницы обслуживаются т. н. «Открытым кампусом», филиалы которого есть в каждой из них.

## Известные выпускники
- Уолкотт, Дерек — лауреат Нобелевской премии по литературе 1992 года.
- Сэндифорд, Ллойд Эрскин — премьер-министр Барбадоса в 1987-1994 годах.
- Артур, Оуэн — премьер-министр Барбадоса в 1994-2008 годах.
- Томпсон, Дэвид — премьер-министр Барбадоса в 2008-2010 годах.
- Стюарт, Фрейндель — премьер-министр Барбадоса c 2010 года.
- Барроу, Дин — премьер-министр Белиза c 2008 года.
- Гонсалвеш, Ральф — премьер-министр Сент-Винсента и Гренадин c 2001 года.
- Симмондс, Кеннеди — премьер-министр Сент-Китса и Невиса в 1980-1995 годах.
- Дуглас, Дензил — премьер-министр Сент-Китса и Невиса с 1995 года.
- Маннинг, Патрик Огастус Мервин — премьер-министр Тринидада и Тобаго в 1991-1995 годах и в 2001-2010 годах.
- Персад-Биссессар, Камла — премьер-министр Тринидада и Тобаго с 2010 года.
- Брэтуэйт, Николас — премьер-министр Гренады в 1983-1984 и 1990-1995 годах
- Митчелл, Кит — премьер-министр Гренады в 1995-2008 годах и c 2013 года.
- Томас, Тиллман — премьер-министр Гренады в 2008-2013 годах.
- Алексис, Фрэнсис — генеральный прокурор Гренады в 1984-1987 и 1990-1995 годах.
- Энтони, Кенни — премьер-министр Сент-Люсии в 1997-2006 годах и c 2011 года.
- Паттерсон, Персиваль Джеймс — премьер-министр Ямайки в 1992-2006 годах.
- Голдинг, Брюс — премьер-министр Ямайки в 2007-2011 годах.
- Холнесс, Эндрю — премьер-министр Ямайки в 2011-2012 годах.
- Чарльз, Хьюберт — дипломат Доминики.
- Дейкон, Моника — временный генерал-губернатор Сент-Винсента и Гренадин (2002).